# Árkay Bertalan
Árkay Bertalan (Budapest, 1901. április 11. – Budapest, 1971. november 23.) magyar építész, festőművész, a modern magyar építészet egyik úttörője.

## Életpályája
Apja Árkay Aladár (1868–1932) építész, iparművész, festő volt. Építészeti felfogása az eklektikus kezdetektől, a szecesszión keresztül eljut a modern – avantgárd – irányzatokig. Árkay Bertalan az egyetemi tanulmányait a Budapesti Királyi József Nádor Műegyetemen végezte el 1925-ben, majd apja irodájába került. 1926-ban a párizsi Academie des Beaux-Arts ösztöndíjasa volt és Adolph Thiers, párizsi építész  irodájában dolgozott. 1926–1927 között a bécsi Akademie der Bildenden Künste főiskolán és a Meisterschule für Architectur-on tanult, Peter Behrenstől. 1937-től a Szépirodalmi és művészeti Akadémiának, 1941-től a Fővárosi Közmunkák Tanácsának tagja volt. 1961-ben festményeivel II. díjat nyert a párizsi Salon des Beaux-Arts kiállításán.
Árkay Bertalan a két világháború közötti időszak egyik legtöbbet foglalkoztatott családi ház tervező építész volt. Az általa tervezett családi házak legtöbbje magas építészeti színvonalat képvisel.
Kiemelkedik templom tervezési tevékenysége is. Apjával – Árkay Aladárral – közösen tervezte az 1928-tól közadakozásból épülő Mohácsi Fogadalmi templomot és a Budapest, XII. Csaba utcában felépített Városmajori Jézus Szíve-plébániatemplomot. Mindkettőt apja halála után fejezte be. A Városmajori templom üvegablakai Árkay első feleségének, Árkayné Sztehlo Lilinek a munkái. 
Középületei közül megemlíthető az 1938-ban tervezett OTI rendelő és kórház Sopronban, az 1939-ben létesült Rózsadombi Leventeotthon és a Sátoraljaújhelyi polgári iskola 1940-ből. Az ő tervei szerint valósult meg – 1936-ban – a Milánói Triennálé Magyar pavilonja is.
Tervezői tevékenysége mellett kiemelkedik pályázati munkássága is. Ezek között a legismertebb a „Szent Korona útja és Vitézek tere építészeti megoldása”, pályamű, amellyel I. díjat nyert. (Ma: Petőfi híd budai hídfő és az Irinyi József utca Október huszonharmadika utcáig terjedő szakasza). A rendezési terv töredékében valósult meg. Ezt mutatja a két út találkozásánál látható félköríves beépítés.
A második világháború után műemléki helyreállításokon dolgozott. (Váci székesegyház altemplom. Budapesti Szépművészeti Múzeum épülete). 1949-től a Középülettervező Iroda (KÖZTI) dolgozója volt nyugdíjazásáig. 1956 után munkái főként egyházi megbízások voltak, (Cegléd, Hort, Gerjen, Polgár, Taksony, Győr-Kisbácsa, Héhalom római katolikus templomainak tervezése vagy helyreállítása). Festményeivel ebben az időben is rangos külföldi tárlatokon vett részt.
"Az I. és II. világháború utáni időszak építészetének szinte minden olyan megnyilatkozásában szerepet vállalt, amelyben a közhasznúság, és egyben az építészetnek mint művészetnek továbbfejlesztési lehetőségét látta."

## Munkái

### Tervezett és megépült épületei
- 1927. Budapest. XII. Alma utca 2/c. családi ház
- 1927. Budapest. II. Virágárok utca 15. családi ház
- 1928. Budapest. II. Lorántffy Zsuzsanna utca 6. családi ház
- 1928. Budapest. XI. Diószegi út 54. családi ház
- 1931. Budapest. XI. Gombocz Zoltán utca 11. családi ház
- 1932. Budapest. II. Branyiszkó út 32. családi ház
- 1932. Budapest. II. Labanc utca 32. családi ház
- 1932 – 1933. Budapest. XII. Csaba utca 5. Városmajori Jézus szíve plébániatemplom (Árkay Aladárral)
- 1929 – 1940. Mohács. Fogadalmi templom (Árkay Aladárral)
- 1932. Budapest. II. Herman Ottó utca 2d. családi ház
- 1932. Budapest. XII. Törökbálinti út 16b-c. családi ház
- 1933. Budapest. II. Lepke utca 25. családi ház
- 1934. Arte Sacra kiállítás magyar pavilonja. Róma
- 1934 – 1935. Budapest. VIII. Köztársaság tér 14-15-16. Lakóépület-csoport, OTI bérházak (Faragó Sándor, Fischer József, Heysa Károly, Ligeti Pál, Molnár Farkas, Pogány Móric, Preisich Gábor, Vadász Mihály tervezőtársakkal)
- 1935. Budapest. II. Törökvész út 41. családi ház
- 1935. Budapest. XI. Plósz Lajos utca 15. családi ház
- 1935. Budapest. XII. Árnyas út 18. családi ház
- 1936. V. Milánói Triennálé Magyar pavilonja. Milánó
- 1936 – 1937. Budapest. IX. Gubacsi út 91. Szükséglakásos bérházak. A. épület
- 1939 – 1940. Budapest. II. Tárogató út 98/b. családi ház
- 1939. Budapest. XII. Dániel út 9. családi ház
- 1940. Sátoraljaújhely. Polgári iskola
- 1939 – 1940. Budapest. II. Felvinci út 8. Levente Egyesület II. kerületi Székháza
- 1940 – 1941. Budapest. Szendrő utca 18. családi ház
- 1942. "Szent Korona útja és Vitézek tere építészeti megoldására" kiirt tervpályázat I. díj
- 1942. Budapest. II. Csalogány utca 26. Lakóház
- 1942. Kiskunhalas. Kertmunkás iskola
- 1942. Budapest. II. Fény utca ?. Marianum bérház
- 1943. Balatonlelle. Szent Kelemen templom (Ma: Szentháromság plébánia, Kossuth L. u. 81)
- 1946. Cegléd, Hort, Gerjen. Római katolikus templomok
- 1948. Vác. Váci Székesegyház altemplomának helyreállítása
- 1948. Budapest. Szépművészeti Múzeum épületének helyreállítása
- 1950. Budapest. V. Erzsébet tér 4. Az V. Kerületi Tanács épületének átalakítása.(Eredetileg 1938-39-ben Kardos György által tervezett modern stílusú épület volt, art deco részletekkel)
- 1952. Berente. A Borsodi Hőerőmű építészeti kialakítása
- 1954. Polgár. Római katolikus templom helyreállítása
- 1956. Taksony. Római katolikus templom helyreállítása
- 1957. Győr-Kisbácsa. Római katolikus templom
- 1960. Budapest. II. Branyiszkó út 24 társasház
- 1961. Hernád, Római katolikus templom

### Csoportos kiállításai
- 1922-től rendszeresen szerepel festményeivel a Képzőművészeti Társulat kiállításain
- 1930. Képzőművészek Új Társasága. Kiállítás. Nemzeti Szalon
- 1930. Budapest. Műcsarnok. XII. Budapesti Nemzetközi Építészeti Kongresszus Kiállítása
- 1931. Római magyar ösztöndíjasok kiállítása. Nemzeti Szalon
- 1932. Nemzetközi Egyházművészeti Kiállítás. Padova
- 1933. II. Modern Nemzetközi Építész Kiállítás. Párizs
- 1933. Klebelsberg Kuno emlékkiállítás. Budapest
- 1934. Építészeti Világkiállítás. Milánó
- 1934. II. Arte Sacra. Róma
- 1936. VI. Milánói Triennálé. Milánó
- 1959. Société des Artistes Français szalonjának kiállítása. Párizs
- 1961. Salon des Beaux Arts kiállítása. Párizs

Festészetéről – festményeiről – nincsenek adatok, annak ellenére, hogy számos kiállításon szerepelt azokkal. Külföldi kiállításokon, tárlatokon díjakat is nyert.

## Képgaléria

### Templomok

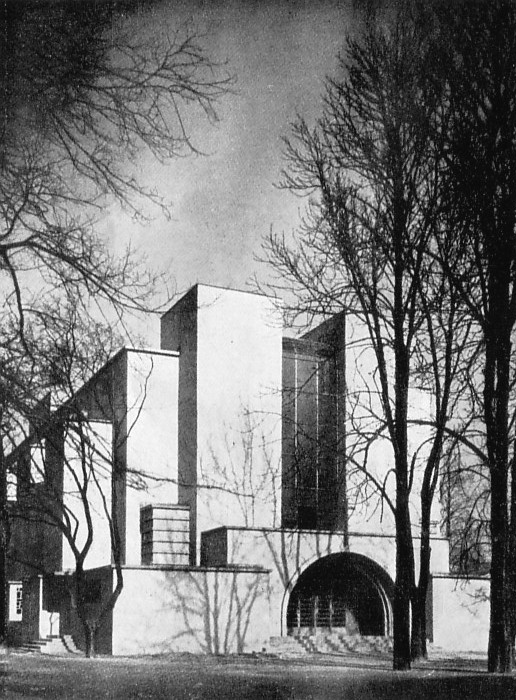
Városmajori Jézus Szíve plébánia 1932-33
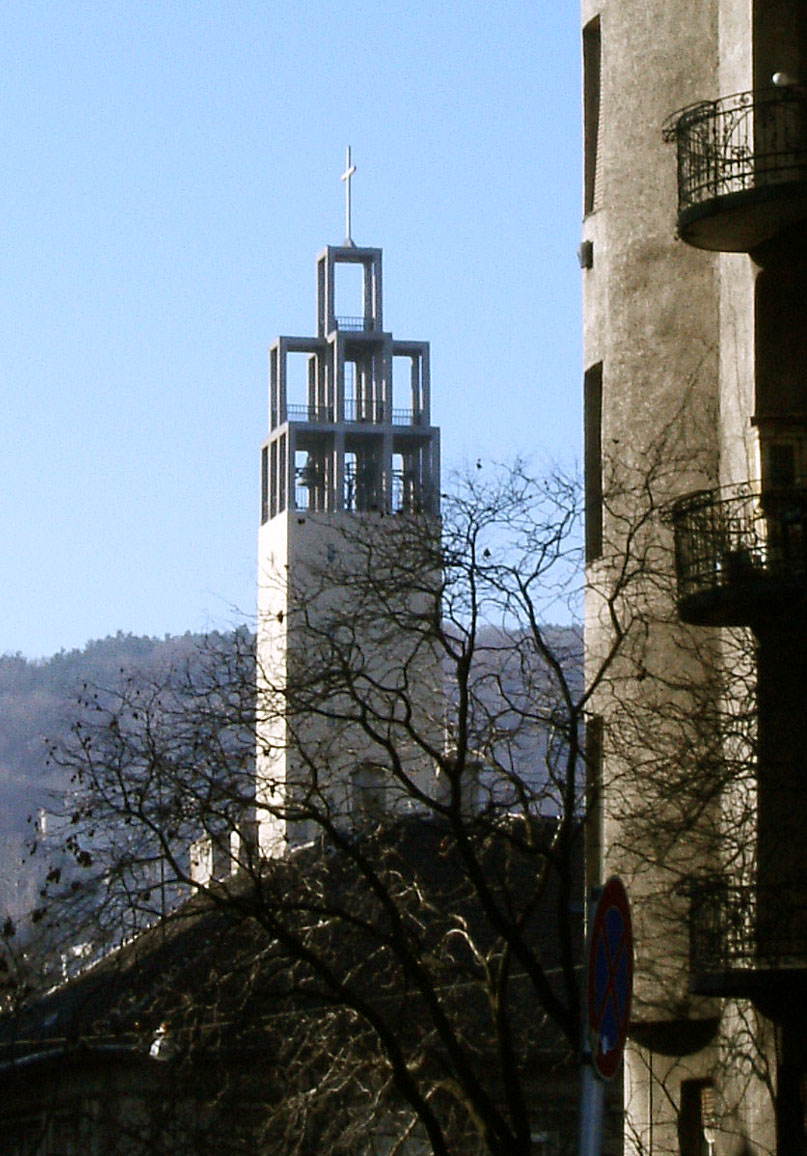
Városmajori plébánia harangtornya 1936-37
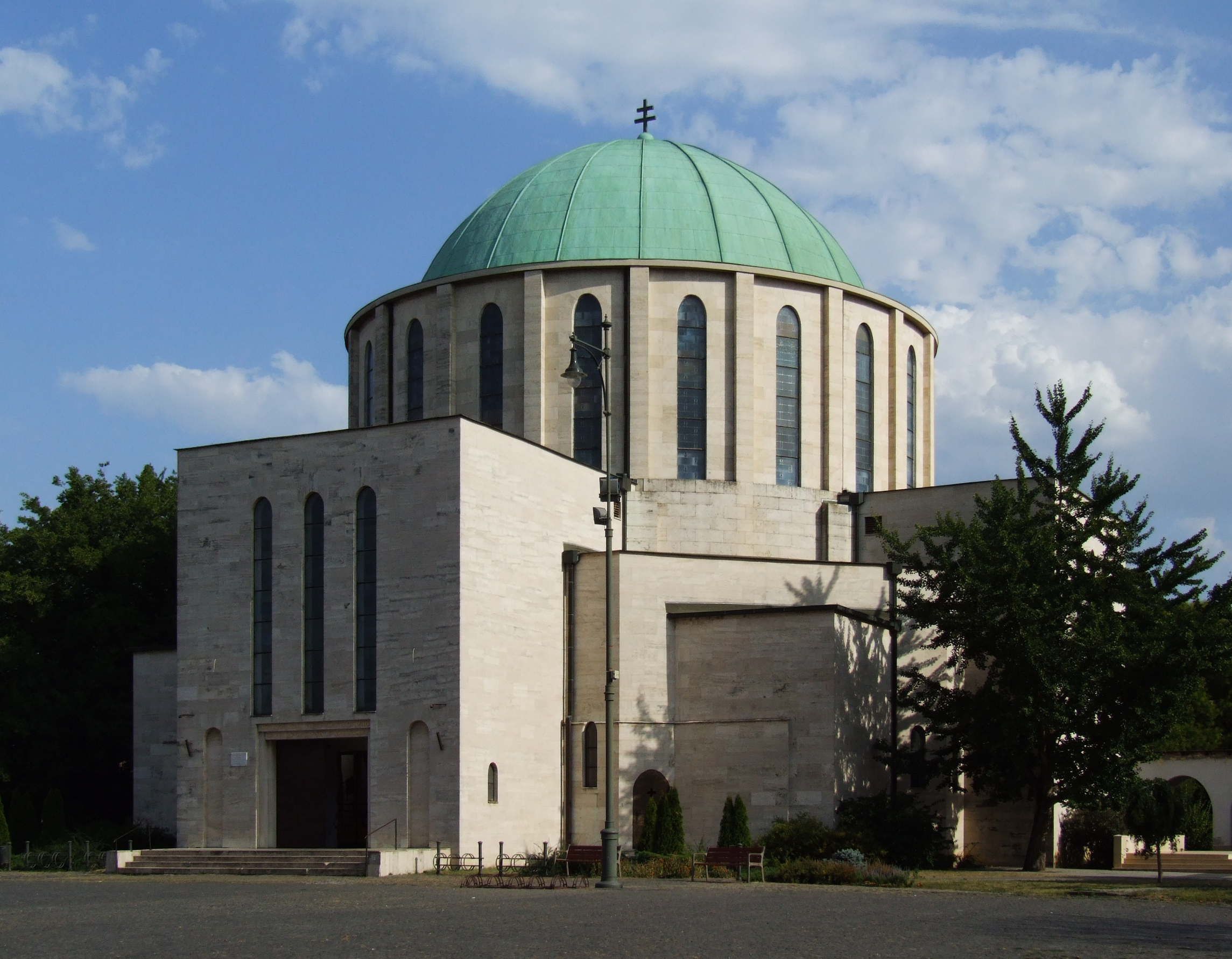
Mohács, Fogadalmi templom 1929-40
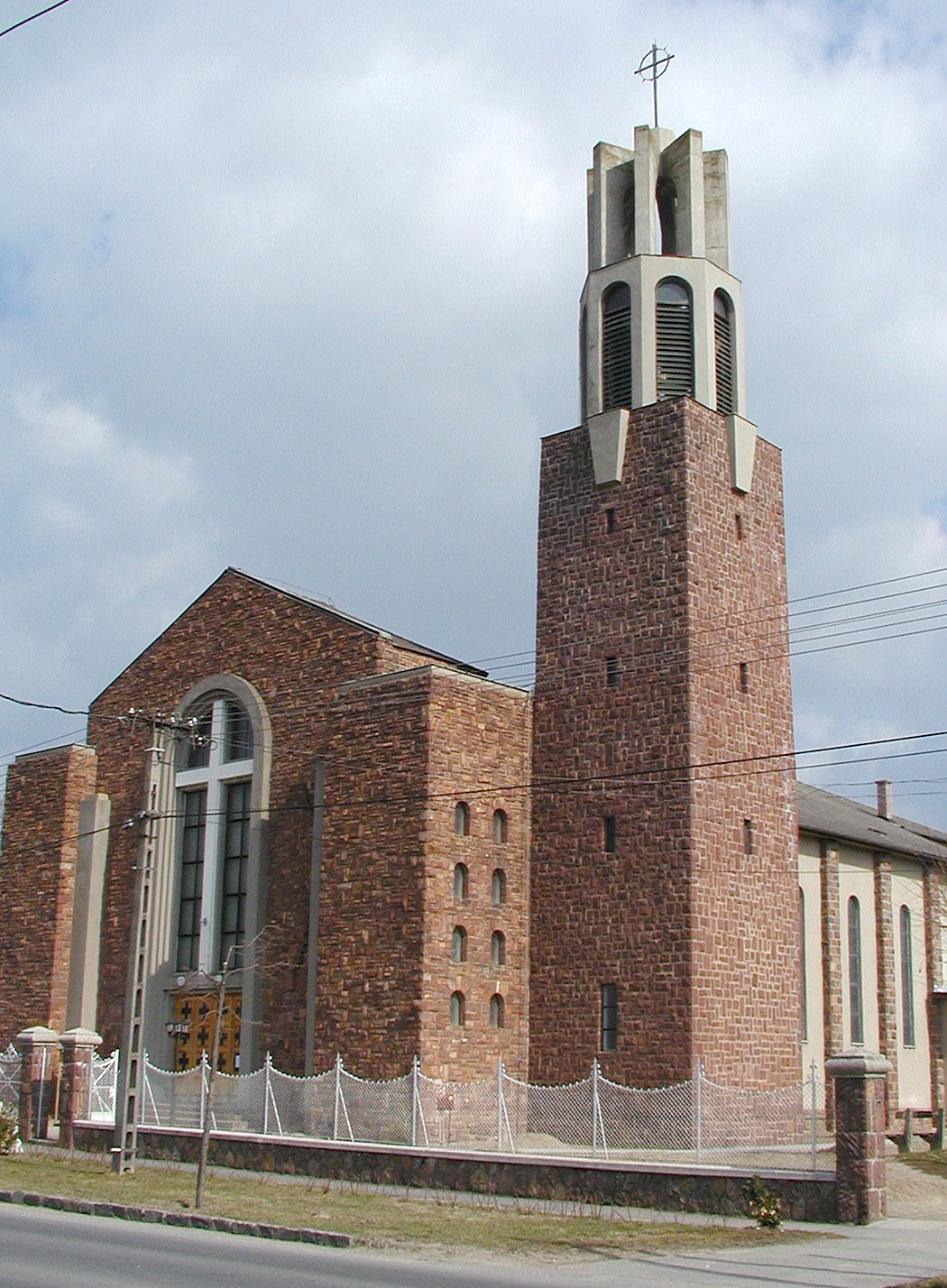
Balatonlelle. Plébánia templom 1943

### Családi házak

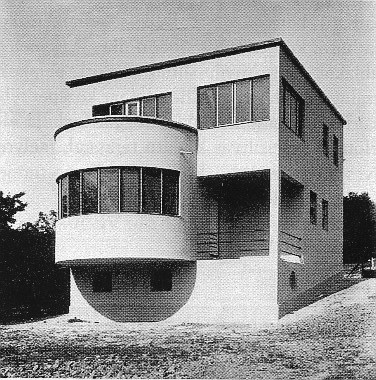
Bpest. II. Branyiszkó út 32. családi ház 1932
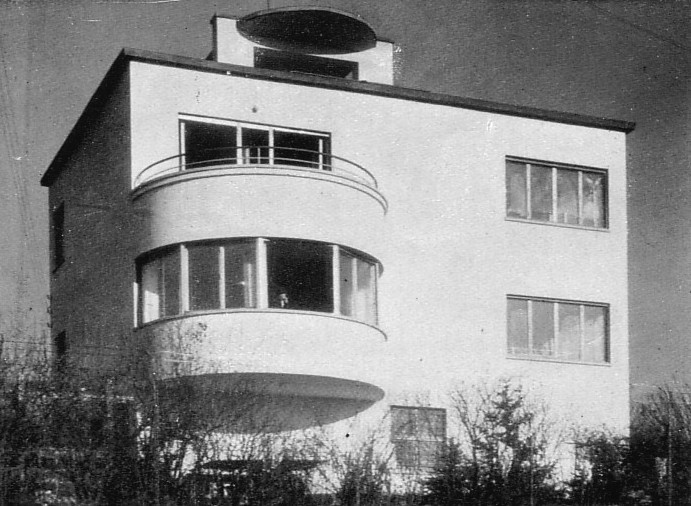
Bpest. II. Lepke utca 25. családi ház 1933
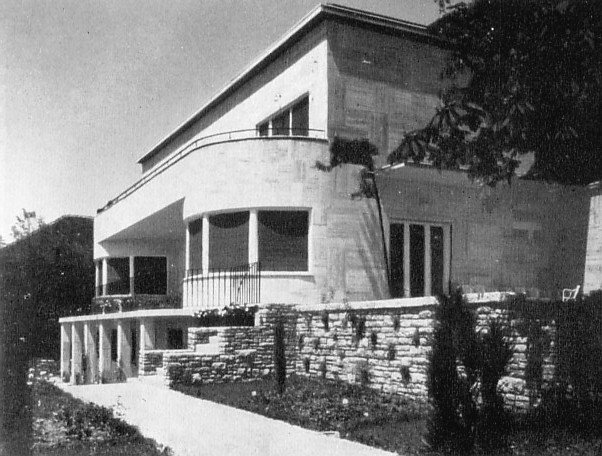
Bpest. XI. Somlói-köz 6. családi ház 1935

## Emlékezete

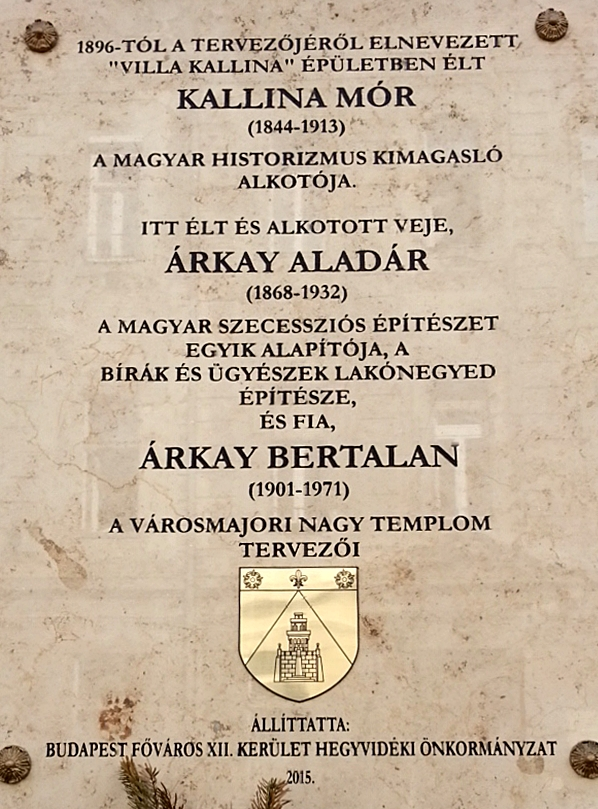
Emléktáblája:
XII. kerület Városmajor utca 54.

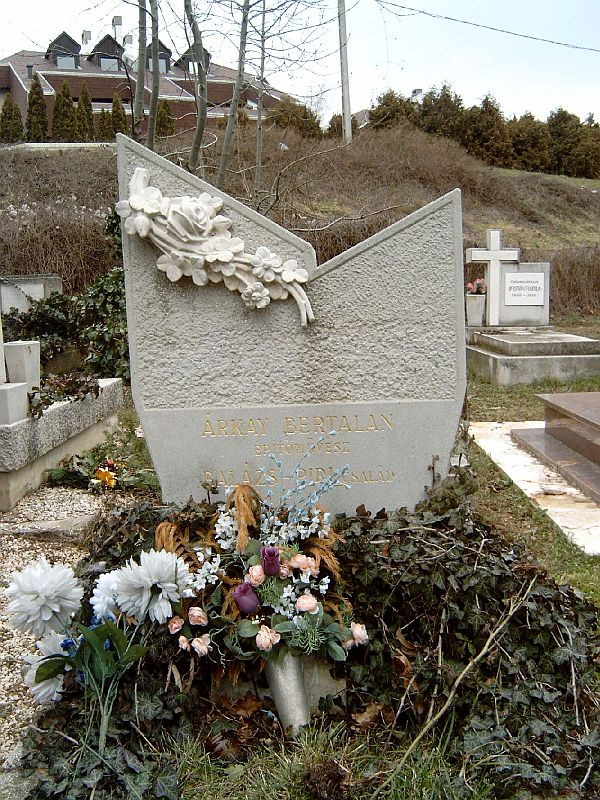
Árkay Bertalan sírja. Farkasréti temető: 11/2-1-279.

- Hazai és külföldi kiállításokon számos kitüntetést nyert.
- Életéről és művészetéről közel 200 publikáció jelent meg, hazai és külföldi szaklapokban. Többek között: Két budapesti családi ház. (N.N. Tér és Forma 1929), Árkay Aladár és Árkay Bertalan. (Bierbauer Virgil), Két magyar építész. (Revue de Hongrie. 1933), Az új városmajori templom. (Rimanóczy Gyula. Tér és Forma. 1933/6.sz), Árkay Bertalan. (Pusztai László. Magyar Építőművészet. 1972/5. sz.)
- Budapest építészetére vonatkozó tervgyűjteményét a Budapesti Történeti Múzeum őrzi, közte – első feleségének – Árkayné Sztehlo Lili üvegablak terveit is.
- A Magyar Építészeti Múzeumban is találhatók munkásságáról részletek.
- Farkasréti temető 11/2-1-279 síremlék
- Posztumusz Ybl Miklós-díj

## További információk

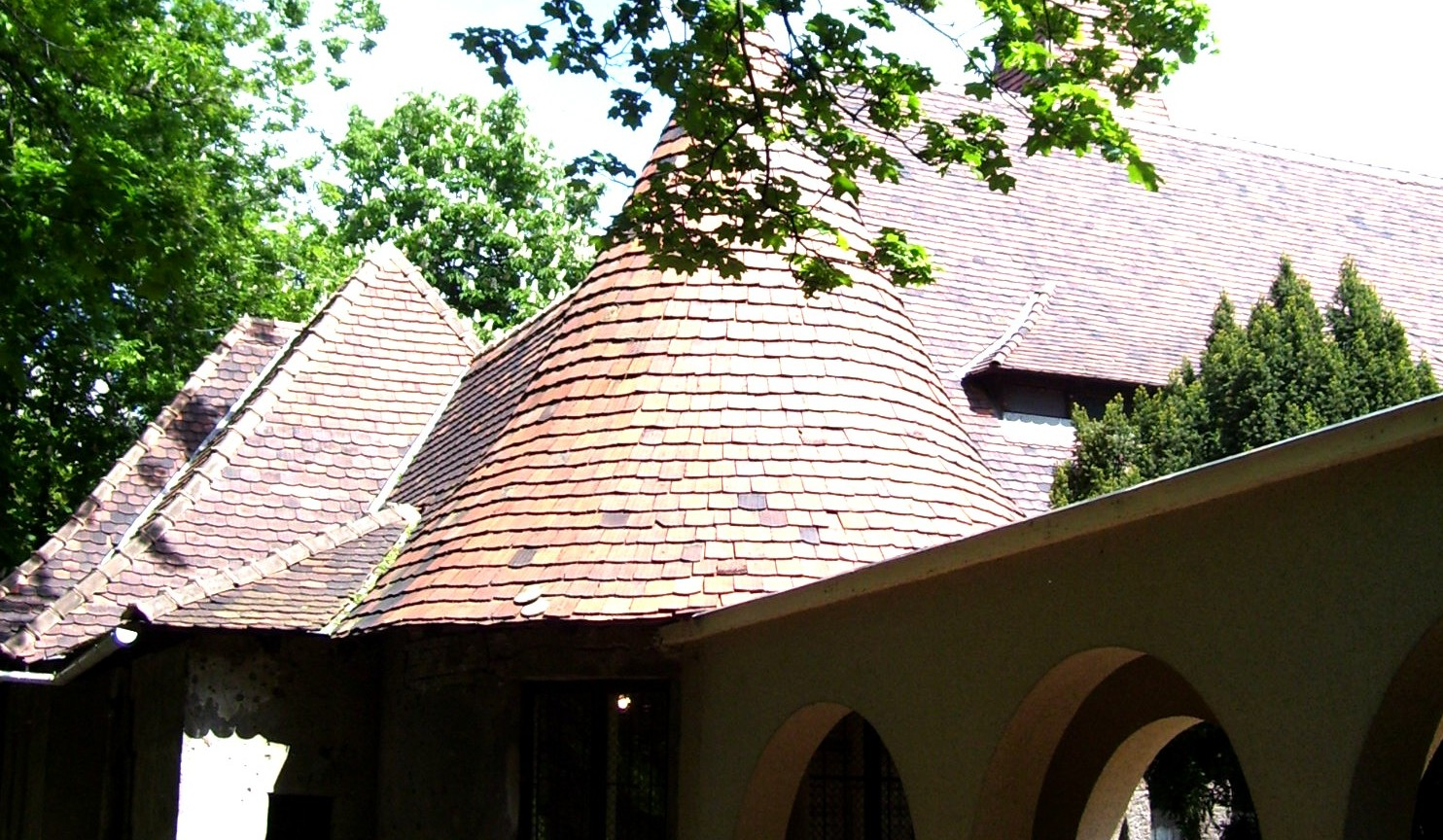
Kistemplom 1925, Árkay Aladár műve